# Trasimeno (departamento)

Departamentos del sur del Primer Imperio Francés en 1811

El departamento del Trasimeno (en italiano, dipartamento del Trasimeno; en francés, département du Trasimène) fue un antiguo departamento situado en al sur de la actual región italiana de Umbría creado por  la República Romana entre 1798 y 1799, tomando su nombre del lago homónimo y teniendo por capital la ciudad de Perugia.
Con el regreso del gobierno pontificio en 1799 el departamento fue disuelto, hasta la anexión de los Estados Pontificios por el Primer Imperio Francés el 15 de julio de 1809, cuando la administración francesa recupera dicha demarcación territorial pero con sus límites notablemente ampliados y teniendo su capital en Spoleto.
El departamento finalmente desaparece con la caída del Imperio Napoleónico en 1814 y hoy en día su territorio se encuentra repartido entre las provincias de Perugia, Terni y Viterbo.

## Subdivisiones durante la República Romana (1798-1799)
El último reparto administrativo del departamento del Trasimeno, definido el 15 de mayo de 1799, preveía la subdivisión en 3 distritos y 18 cantones:
- Distrito de Citta della Pieve, con sus cantones de: Castiglione del Lago, Città della Pieve, Ficulle, Monte Castello y Panicále.
- Distrito de Gubbio, con sus cantones de: Cantiano, Città di Castello, Gualdo, Gubbio, Monte Santa Maria y Sassoferrato.

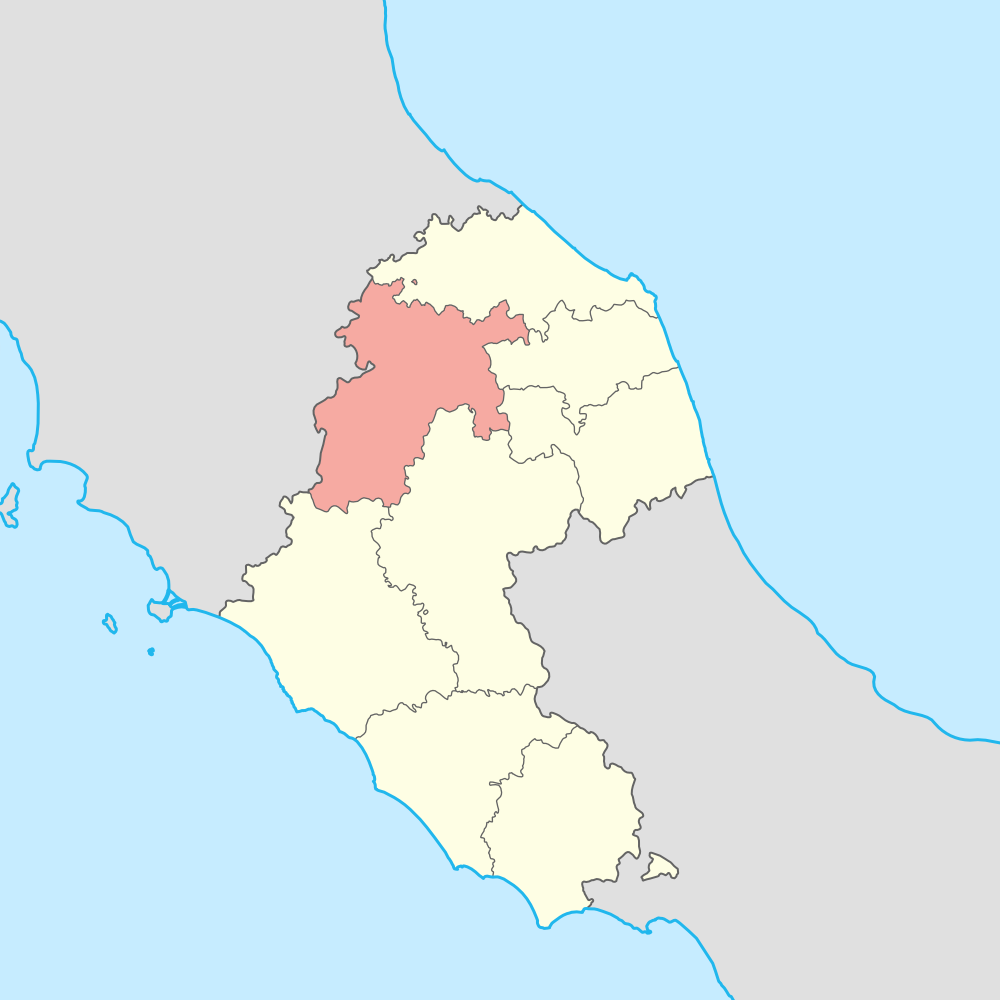
Ubicación del Departamento de Trasimeno durante la República Romana (1798-1799)

- Ubicación del Departamento de  Trasimeno durante la República Romana (1798-1799)Distrito de Perugia, con sus cantones de: Deruta, Fratta, Marsciano, Nocera, Passignano, Perugia urbano y Perugia rurale.

## Subdivisiones durante el Primer Imperio Francés (1809-1814)
Bajo la administración francesa el departamento quedaba dividido en 4 distritos (arrondissements), tomando por sede de la prefectura la ciudad de Spoleto:
- Spoleto, y sus cantones de: Arquata, Cassia, Norcia, Terni, Visso y Spoletto.
- Foligno, y sus cantones de: Assisi, Bevagna, Foligno, Nocera, Spello y Trevi.
- Perugia, y sus cantones de: Castiglione del Lago, Città delle Pieve, Città di Castello, Derutta, Fratta, Monte Santa Maria, Panicále, Passignano y Perugia.
- Todi, y sus cantones de: Acquapendente, Amelina, Bascho, Ficulle, Marsciano, Orvieto y Todi.